# Podospora collapsa
Podospora collapsa är en svampart som först beskrevs av Griffiths, och fick sitt nu gällande namn av Cain 1962. Podospora collapsa ingår i släktet Podospora och familjen Lasiosphaeriaceae.   Inga underarter finns listade i Catalogue of Life.